# Малакі Олексій Юрійович
Олексій Юрійович Малакі (нар. 28 лютого 2003, Обухів, Київська область, Україна) — український футболіст, лівий захисник ФСК «Маріуполь».

## Клубна кар'єра
Вихованець київського футболу. Перші кроки у футболі робив в рідному Обухові, звідки перейшов до академії київського «Динамо». В академії столичного клубу тренувався під керівництвом Олексія Шпака. У ДЮФЛУ виступав за «УФК-Карпати» (Львів), ДВУФК (Дніпро) та «Колос» (Ковалівка). Під час зимової перерви сезону 2019/20 років переведений до юнацької команди «Колоса», а наступного сезону дебютував вже за молодіжну команду.
В середині лютого 2022 року відправився на один сезон в оренду до «Гірник-Спорта». У футболці клубу з Горішніх Плавнів дебютував 10 вересня 2022 року в нічийному (1:1) виїзному поєдинку 3-го туру групи Б Першої ліги України проти «Скоруком». Олексій вийшов на поле в стартовому складі та відіграв увесь матч. У першій половині сезону 2022/23 років провів 13 матчів у Першій лізі України. Під час зимової перерви сезону 2022/23 років залишив команду.
На початку березня 2023 року відправився в оренду до «Ниви». У футболці бузовського клубу дебютував 30 квітня 2023 року в нічийному (1:1) виїзному поєдинку 14-го туру Другої ліги України проти «Кременя-2». Малакі вийшов на поле в стартовому складі та відіграв увесь матч, а на 77-й хвилині отримав жовту картку. У другій половині сезону 2022/23 років провів два поєдинки у Другій лізі України.

## Кар'єра в збірній
Викликався до табору юнацької збірної України (U-19).